# الحارث بن عمرو بن تميم بن مر

## الحارث بن عمرو
الحارث بن عمرو بن تميم بن مر أحد أقطاب العرب سادة في قومهم بنو تميم وكرمائهم وفارس شجاع له هيبة وسطوة ضاربة ضرب به المثل بالشرف والسؤدد وجد لأشرف سادات العرب وفرسانهم وأبنائه وأحفاده جمهرة أنساب العرب سادات بزمانهم لا سيد وابن للحارث موجود حتى قيل عن بنيه رجل بألف رجل ومن عقبه صحابة وتابعين وأمراء مشهورين تاريخياً ومنهم علماء وسادات فقهاء أعلام وبلغوا الرئاسة في قضاء كل ناحية هم بها نازلين العقد الفريد.

## نسبه
```
الحارث الحبط بن عمرو
[
1
]
 بن تميم بن مر بن أد بن عمرو بن إلياس بن 
مضر
 بن نزار بن معد بن عدنان من ذرية النبي الحليم إسماعيل بن إبراهيم الخليل عليهما السلام.
[
2
]
```

## ولادته
ولادته بزمن متقدم والدته هي هند بنت كعب بن عمرو من مذحج ولدت الحارث بن عمرو جمهرة النسب
مولده مولد البركة وكانت والدته تخصصه بمزيد عناية لما رئة من خف حملها وخير جاء به لها

## أولاده
وهم الحبطات، لقّب الحارث الحبط. منهم: عبّاد بن الحصين بن يزيد بن عمرو بن أوس بن سيف بن عمرو بن جلدة بن نيار بن سعد بن الحبط، وهو الحارث بن عمرو، وكان شجاعا رئيسا؛ وابنه المسور بن عبّاد، قام بأمر بنى تميم أيّام فتنة يزيد بن الوليد ومروان بن محمّد جمهرة أنساب العرب.

## أحفاده
(إمارة النواصر)
امتد منه حفدة وخيار من خيار العرب ومن عقبه قبيلة النواصر بفروعها ومواطنها برز منهم أمراء ومن أشهرهم القدماء العقيلي وهو الأمير فهد بن عبدالكريم بن إبراهيم بن ناصر بن إبراهيم العقيلي وهو من ابرز أمراء المذنب وأشهرهم و خريدل هو الأمير خريدل عبدالله بن إبراهيم بن عبدالله بن محمد بن حسين آل رحمه أمير المذنب ومؤسس إمارته ومن بعده عقبه الصالحين لثلاثة قرون منهم اليحيى الخريدلي النواصر خيار أهل علم وأدب ومروءة ومكارم وكذلك في الوشم ببلدة النواصر آل فايز ومازالوا أمراء الفرعة وفي قفار بمنطقة حائل ديار إمارة وجلهم الحميضات النواصر منهم كرماء العرب وساداتهم